# Collier d'Antoine

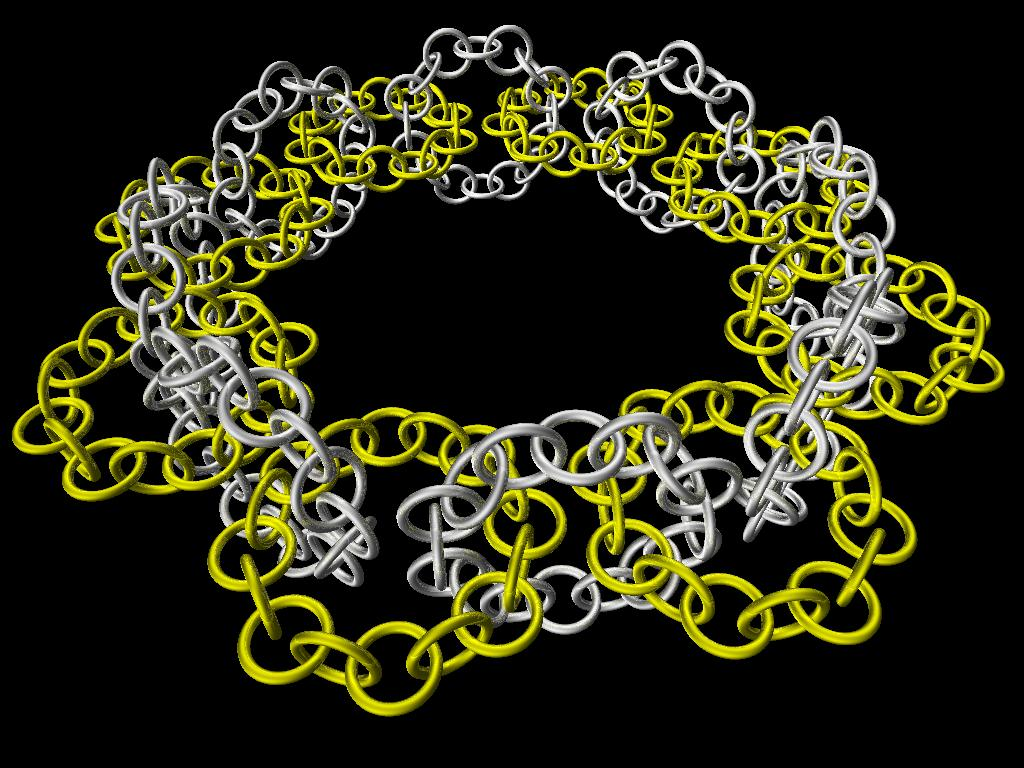
Collier d'Antoine (deuxième itération). Il s'agit d'une fractale dans laquelle chaque anneau est lui-même un collier d'Antoine.

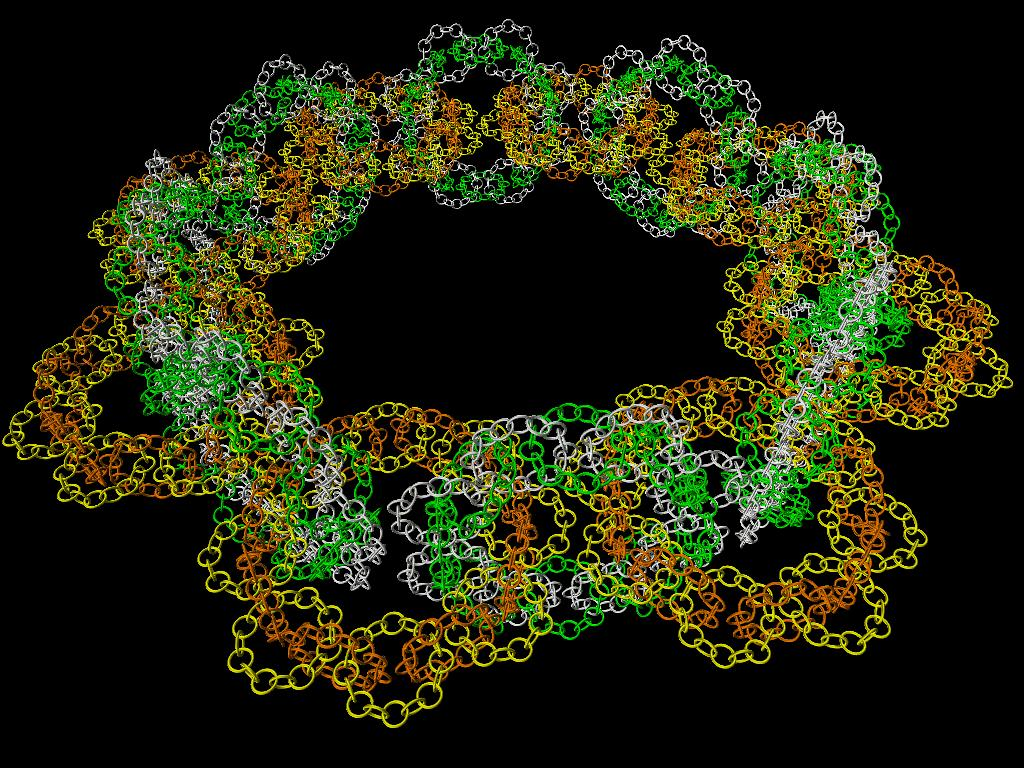
Collier d'Antoine (troisième itération).

En mathématiques et plus spécialement en topologie, le collier d'Antoine est un objet introduit par Louis Antoine dans sa thèse en 1921. Il s'agit d'un compact totalement discontinu, de l'espace ambiant, sans point isolé (et donc parfait), et dont le complémentaire n'est pas simplement connexe. C'est par ailleurs une fractale, construite par itération en remplaçant à chaque étape un tore par une chaîne de tores entrelacés (voir la figure ci-contre).
Les espaces métriques compacts totalement discontinus sans point isolé sont tous homéomorphes à l'ensemble de Cantor. De plus, lorsque deux tels ensembles de Cantor A et B sont plongés dans le plan, il existe toujours un homéomorphisme de ce plan transformant A en B. En revanche, le résultat devient faux dans l'espace usuel : il est possible d'y trouver deux ensembles de Cantor (nécessairement homéomorphes entre eux) tels qu'aucun homéomorphisme transformant l'un en l'autre ne puisse être la restriction d'un homéomorphisme de l'espace sur lui-même. Le collier d'Antoine offre un tel contre-exemple, car son complémentaire dans l'espace n'est pas simplement connexe, contrairement au complémentaire  de l'ensemble de Cantor usuel.

## Note
1. ↑  Louis Antoine, « Sur l'homéomorphisme de deux figures et de leurs voisinages », J. Math. Pures et Appl., vol. 4,‎ 1921, p. 221–325 (lire en ligne). Voir en particulier, ch. III, Les ensembles parfaits partout discontinus dans l'espace à trois dimensions, à partir de la page 311, où est défini rigoureusement le collier d'Antoine (sous le nom d'ensemble P), et où sont démontrées ses propriétés.